# 福井市東安居小学校
福井市東安居小学校（ふくいし ひがしあごしょうがっこう）は、福井県福井市にある公立小学校。

## 服装
学校指定の上着が存在するが、基本的に私服で登校が可能。

## 学校周辺
- 福井市光陽中学校
- 福井工業大学
- 福井工業大学附属福井高等学校

## アクセス
- 北陸新幹線・ハピラインふくい線・えちぜん鉄道勝山永平寺線 福井駅 より、京福バス 12系統（学園線）、13系統（桜ヶ丘団地線）に乗車し、「水越」下車、約80 m。
- E8 北陸自動車道 福井ICから、国道158号、福井県道・石川県道5号福井加賀線、福井県道115号殿下福井線経由 約8 km。